# Dobiesław Rokosz z Brzezin i Koszyc Małych
 Dobiesław Rokosz z Brzezin i Koszyc Małych herbu Ostoja (zm. po 1486 r.) – dziedzic Koszyc Małych i Brzezin.

## Życiorys
Dobiesław Rokosz był synem Ścibora z Koszyc i Konarów. Jego matką była Regina, córka Helwiga z Brzezin i Bieździedzy herbu Grzymała. Miał braci – Jana z Konar i Mikołaja z Konar. W roku 1460 Paweł ze Słupowa kwitował Dobiesława z Koszyc z 80 grzywien zastawu na Konarach. Dobiesław uzyskał poręczenie Jana Ilkowskiego za tegoż Pawła, że pod wadium 80 grzywien umorzy wszelkie pozwy. W roku 1462 Dobiesław wraz z bratem Janem z Konar sprzedali za 500 grzywien Janowi z Ilkowic połowę wsi Konary. Dobiesław zobowiązał się stawić żonę Dorotę, by ta wyraziła zgodę na tę transakcję.
Dobiesław Rokosz był właścicielem Brzezin w 1486 roku i być może to on finansował budowę tamtejszego kościoła. Świątynia w Brzezinach wzmiankowana jest już w 1470 roku a jej konsekracja odbyła się w 1501 roku. W brzezińskim kościele znajduje się chrzcielnica z 1495 roku opatrzona trzema herbami Ostoja. Fundatorami tej chrzcielnicy byli synowie Dobiesława Rokosza -  Mikołaj, Jan, Jakub i Franciszek Rokoszowie z Brzezin. 
Kościół św. Mikołaja w Brzezinach

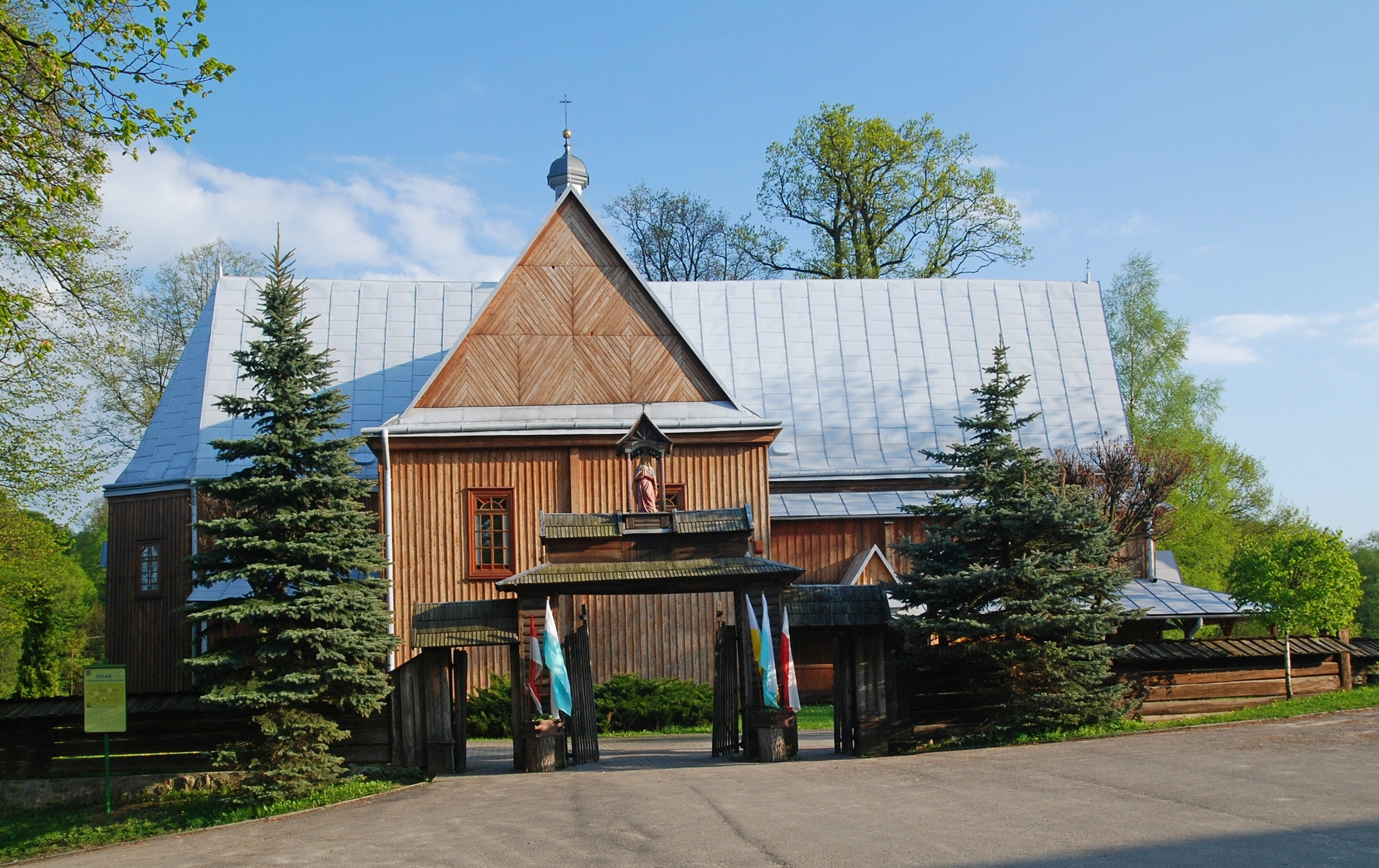
Elewacja frontowa
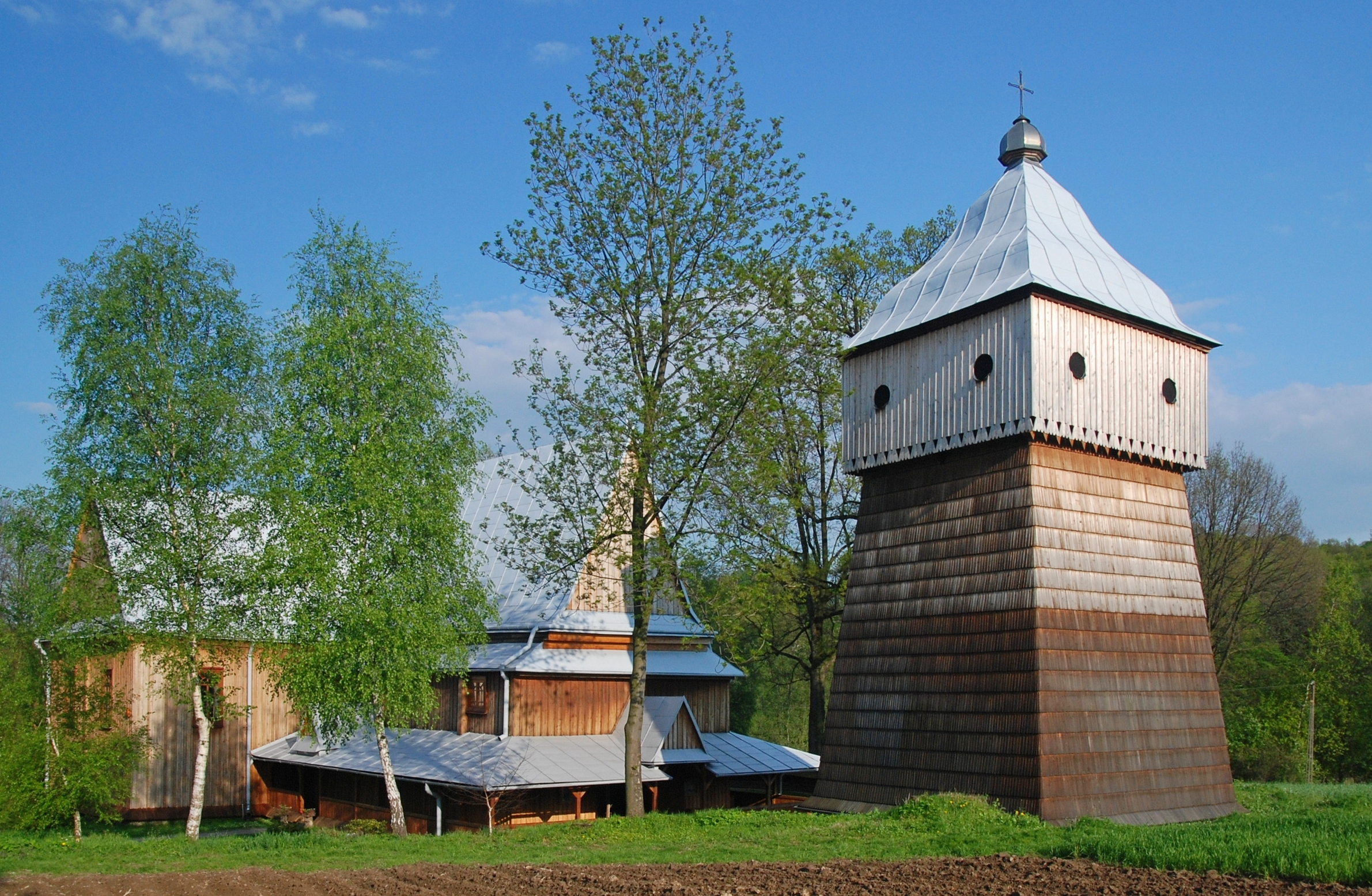
Widok od strony północnej
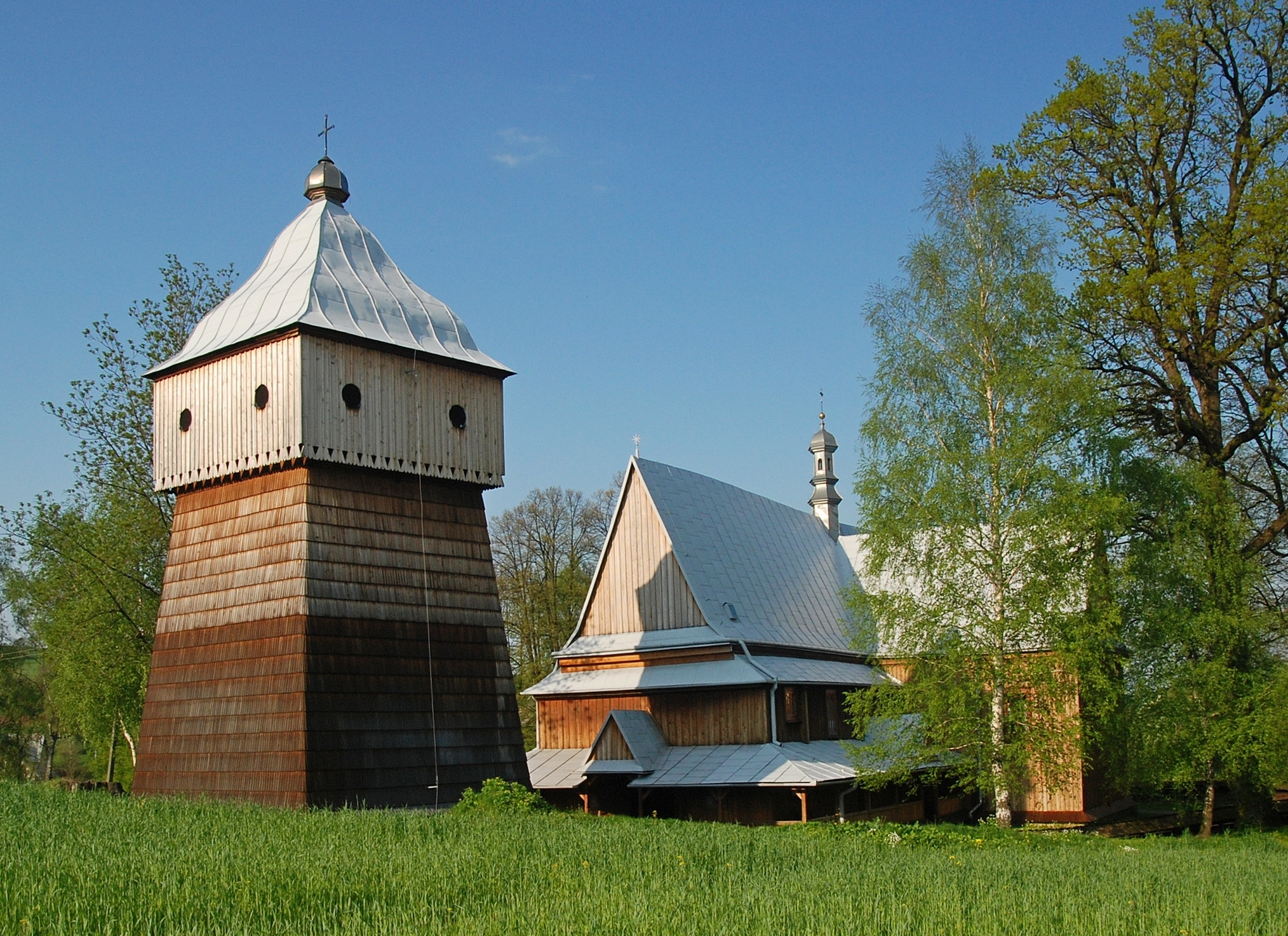
Widok ogólny

Lokalna tradycja związana z wsią Brzeziny głosi, że rycerz Stanisław Rokosz herbu Ostoja otrzymał na własność tę wieś od kasztelana Jana Tarnowskiego w podzięce za uratowanie życia w czasie podróży, od rozszarpania przez dzikie zwierzęta w miejscowych lasach. Legenda ta może dotyczyć Ścibora z Konar lub jego syna Dobiesława Rokosza z Brzezin. Nie ma przekonujących dowodów na to, że istniał w tamtym okresie Rokosz o imieniu Stanisław, właściciel Brzezin. Wieś ta była własnością Rokoszów od połowy XV w., a w dokumencie z 1507 roku jest informacja, że Jakub i Franciszek przekazali swym starszym braciom Mikołajowi i Janowi prawo patronatu kościoła w Brzezinach.